# Яблуньске
Яблуньске (пол. Jabłońskie, нім. Jeblonsken) — село в Польщі, у гміні Ґолдап Ґолдапського повіту Вармінсько-Мазурського воєводства.
Населення — 148 осіб (2011).

## Історія
У 1975—1998 роках село належало до Сувальського воєводства.

## Демографія
Демографічна структура станом на 31 березня 2011 року:
|          | Загалом | Допрацездатний вік | Працездатний вік | Постпрацездатний вік |
| -------- | ------- | ------------------ | ---------------- | -------------------- |
| Чоловіки | 81      | 24                 | 53               | 4                    |
| Жінки    | 67      | 21                 | 36               | 10                   |
| Разом    | 148     | 45                 | 89               | 14                   |